# Leopold Decloedt
Leopold R. G. Decloedt (* 10. Mai 1964 in Ostende) ist ein in Österreich lebender Germanist und Unternehmer.

## Leben
Leopold Roger Gustaaf Decloedt wuchs in Gistel auf. Er studierte Germanistik bei Gilbert A. R. De Smet und Edward Verhofstadt an der Universität Gent. 1992 promovierte er mit einer Doktorarbeit über das Bild des Kaisers Franz Joseph I. in der österreichischen Literatur der Zwischenkriegszeit. Anschließend arbeitete Decloedt als Lehrbeauftragter an der Universität Wien und der Universität Brno. 
Decloedt hat zahlreiche Bücher und Artikel über österreichische Literatur geschrieben. Schwerpunktmäßig beschäftigte er sich mit der Literatur der Zwischenkriegszeit und mit den literarischen Beziehungen zwischen den Niederlanden und Flandern einerseits und Österreich andererseits. Er ist Mitherausgeber der Reihe Wechselwirkungen. Österreichische Literatur im internationalen Kontext.
Im Nebenberuf war er viele Jahre als freiberuflicher Übersetzer tätig. 2007 gründete Decloedt die Übersetzungs- und Dolmetschagentur „Connect-Sprachenservice GmbH“, die seit 2020 unter dem Namen Connect Translations Austria GmbH am Markt agiert.
Am 24. Februar 2021 wurde auf Initiative von Claude Hamilius und Leopold Decloedt der Länderausschuss (ICC) Österreich-Belgien-Luxemburg gegründet, dessen Ziel die Förderung der rotarischen Freundschaft ist.

## Mitgliedschaften
- Mitglied des RC Wien Mozart
- Mitbegründer der ICC Austria-BeLux
- früheres Mitglied des WdF-Beirats
- Gründungsmitglied und Mitglied der Austrian Association of Translation Companies
- früheres Mitglied des Senats der Wirtschaft Österreich
- Mitglied der Österreichisch-Belgischen Gesellschaft

## Veröffentlichungen
Artikel zum Thema Übersetzen
- Wie heißen „Wiener Austern“ auf Chinesisch? Anforderungen an die Ausbildung zum Übersetzer. In: SENATE-Magazin 2015, Nr. 1, S. 44–47.

Literaturwissenschaftliche Publikationen
- Imago Imperatoris: Franz Joseph I. in der österreichischen Belletristik der Zwischenkriegszeit. Böhlau Verlag, Wien/Köln/Weimar 1995. = Literatur in der Geschichte, Geschichte in der Literatur, Bd. 31.
- Helemaal goed komt het nooit. Bertol(d)t Brecht in Nederland en Vlaanderen. Een bescheiden aanzet tot een bibliografie voor de periode 1945–1996. Theater Instituut Nederland, Amsterdam 1998.
- Literatur auf Wanderschaft: deutschsprachige Literatur aus Österreich in den Niederlanden und in Flandern 1945–1995. Weidler Buchverlag, Berlin 2010.

Herausgeber/Mitherausgeber
- Der niederländische Sprachraum und Mitteleuropa (Hg. mit Herbert Van Uffelen). Böhlau Verlag, Wien/Köln/Weimar 1995.
- An meine Völker. Die Literarisierung Franz Joseph I. Peter Lang, Bern/Berlin/Frankfurt a. M./Paris/Wien 1998.
- 50 jaar Nederlands in Moravië / 50 let nederlandistiky na morave (Hg. mit Wilken W.K.H. Engelbrecht und Katerina Málková). Masarykova Univerzita, Brno 1999. 387 S. (= Brünner Beiträge zur Germanistik und Nordistik, Bd. XIII Sonderheft)
- Wessen Strom? Ansichten vom Rhein (Hg. mit Peter Delvaux). Rodopi, Amsterdam/New York 2001. 229 S.
- Brüssel (Hg. mit Florian Körner und Thomas Mayer). Klagenfurt: Wieser Verlag, 2001. 234 S. (Anthologie mit Übersetzungen niederländischer, tschechischer, ungarischer und polnischer Texte über Brüssel  erschien in der Reihe Europa Erlesen).
- Der oft steinige Weg zum Erfolg. Deutsche Literatur in den Niederlanden und in Flandern 1900–2000. Rodopi, Amsterdam/Atlanta 2004. (Internationale Forschungen zur Allgemeinen und Vergleichenden Literaturwissenschaft, Bd. 76)
- Hinter den Bergen eine andere Welt. Österreichische Literatur des 20. Jahrhunderts. (Hg. mit Anke Bosse). Rodopi, Amsterdam/Atlanta 2004 (duitse kroniek, Bd. 53)
- Rezeption, Interaktion und Integration. Niederländisch- und deutschsprachige Literatur im Kontext (Hg. mit Herbert Van Uffelen und Elisabeth Weissenböck). Edition Praesens, Wien 2004. (Wiener Schriften zur niederländischen Sprache und Kultur, Bd. 3)

Übersetzungen
- Jean-Paul Mulders: Auf der Suche nach Hitlers Sohn. Eine Beweisaufnahme. Herbig, München 2009.
- Horst Schmidt-Brummer: Routeplanner USA / Het Oosten. Lannoo, Tielt 1999.
- Übersetzung aus dem Deutschen ins Niederländische von Texten von Jörg Mauthe und Alois Hotschnig.